# (356863) Maathai
(356863) Maathai ist ein im äußeren Hauptgürtel gelegener Asteroid, der vom Wide-Field Infrared Survey Explorer (IAU-Code C51) am 9. Juni 2010 entdeckt wurde, einem unbemannten Weltraumteleskop der NASA, das im Januar 2010 den Betrieb aufnahm.
Der Asteroid befindet sich in einer 3:2-Bahnresonanz mit dem Planeten Jupiter, das heißt, dass bei zwei Umkreisungen der Sonne von Jupiter der Asteroid die Sonne dreimal umkreist. Mittlere Sonnenentfernung (große Halbachse), Exzentrizität und Neigung der Bahnebene von (356863) Maathai entsprechen der Hilda-Gruppe. Namensgeber dieser Asteroidengruppe ist der Asteroid (153) Hilda.
(356863) Maathai wurde am 5. Januar 2015 nach der kenianischen Professorin, Wissenschaftlerin und Politikerin Wangari Maathai (1940–2011) benannt, die 2004 den Friedensnobelpreis erhielt „für ihren Beitrag zu nachhaltiger Entwicklung, Demokratie und Frieden“.